# فهرست کشورهای استفاده‌کننده از برق هسته‌ای
انرژی هسته‌ای روشی برای تولید انرژی الکتریکی است که در آن با استفاده از به کنترل درآوردن روند زنجیره‌ای شکافت هسته‌ای اقدام به تولید گرما و سپس تولید انرژی الکتریکی می‌کنند. شکافت هسته‌ای زمانی رخ خواهد داد که هسته ماده‌ای قابل انشقاق مانند اورانیم-۲۳۵ مورد اصابت یک نوترون قرار گیرد. در جریان فرایند شکافت هسته‌ای مقدار زیادی انرژی آزاد خواهد شد که موجب خشک شدن آب، چرخش توربین بخار و در نهایت تولید انرژی الکتریکی خواهد شد. این فرایند همچنین موجب آزاد شدن تعدادی نوترون نیز خواهد شد که این نوترون‌ها نیز به نوبه خود موجب به وجود آمدن شکافت‌های دیگر می‌شوند.
با آنکه استفاده از این انرژی راهی مناسب برای تولید انرژی الکتریکی است اما تولید زباله‌های هسته‌ای و همچنین ریسک نسبی آن استفاده از این روش را تا حدودی بحث‌برانگیز کرده‌است. با این حال برخی کشورها مانند فرانسه تمایل زیادی برای استفاده از انرژی هسته‌ای برای تولید انرژی الکتریکی دارند. در مقابل کشورهایی مانند ایتالیا قصد دارند تا استفاده از انرژی هسته‌ای را کاهش دهند.

'

| کشور                | تعداد رآکتورها | توان هسته‌ای خروجی (مگاوات) | در حال ساخت | طراحی یا سفارش داده شده | پیشنهاد شده |
| ------------------- | -------------- | -------------------------- | ----------- | ----------------------- | ----------- |
| اتحادیه اروپا       | ۱۳۷            | ۱۳۰٬۲۶۷                    | ۲           |                         | ۷           |
| ایالات متحده آمریکا | ۹۲             | ۹۹۲۴۴                      | ۲           |                         | ۲۴          |
| فرانسه              | ۵۶             | ۶۳۱۳۰                      | ۱           |                         | ۱           |
| ژاپن                | ۳۳             | ۳۱۶۷۹                      | ۱           | ۱                       |             |
| روسیه               | ۳۷             | ۲۷۷۲۷                      | ۴           | ۱                       | ۸           |
| بریتانیا            | ۲۳             | ۱۱٬۸۵۲                     |             |                         |             |
| کره جنوبی           | ۲۵             | ۲۴۴۳۱                      |             | ۸                       |             |
| کانادا              | ۱۹             | ۱۳۵۰۰                      |             | ۲                       |             |
| آلمان               | ۱۷             | ۱۲۰۷۴                      |             |                         |             |
| هند                 | ۲۲             | ۶۷۹۵                       | ۷           | ۴                       | ۲۰          |
| اوکراین             | ۱۵             | ۱۳٬۱۰۷                     |             |                         | ۲           |
| سوئد                | ۱۰             | ۹۴۷۰                       |             |                         |             |
| چین                 | ۵۵             | ۵۲۱۷۰                      | ۵           | ۵                       | ۱۹          |
| اسپانیا             | ۷              | ۷۱۲۱                       |             |                         |             |
| بلژیک               | ۷              | ۵۹۲۷                       |             |                         |             |
| تایلند              | ۶              | ۴٬۸۸۴                      |             | ۲                       |             |
| جمهوری چک           | ۶              | ۳٬۳۶۸                      |             |                         | ۲           |
| اسواتینی            | ۵              |                            |             |                         |             |
| آفریقای جنوبی       | ۲              | ۱۸۶۰                       |             | ۱                       | ۲۴          |
| رومانی              | ۲              | ۱۳۰۰                       |             | ۲                       |             |
| مکزیک               | ۲              | ۱۳۳۰                       |             |                         | ۲           |
| آرژانتین            | ۲              | ۱۶۲۷                       | ۱           |                         |             |
| پاکستان             | ۶              | ۳۲۵۶                       | ۱           |                         | ۲           |
| لیتوانی             | ۱              | ۱٬۱۸۵                      |             |                         | ۱           |
| ایران (جزئیات)      | ۱              | ۱۰۰۰                       | ۱           | ۲                       | ۳           |
| اسلوونی             | ۱              | ۶۸۸                        |             |                         |             |
| هلند                | ۱              | ۴۸۲                        |             |                         |             |
| ارمنستان            | ۱              | ۳۷۵                        |             |                         | ۱           |
| کره شمالی           | ۰              | ۰                          |             | ۴                       |             |
| ترکیه               | ۰              | ۰                          |             | ۳                       |             |
| اندونزی             | ۰              | ۰                          |             |                         | ۴           |
| ویتنام              | ۰              | ۰                          |             |                         | ۲           |
| مصر                 | ۰              | ۰                          |             |                         | ۱           |
| اسرائیل             | 0              | 0                          | 1           | 0                       | ۱           |
| لیبی                |                |                            |             |                         |             |
| لهستان              | ۰              | ۰                          |             |                         |             |